# La leggenda dell'isola maledetta
La leggenda dell'isola maledetta (Gargantua) è un film televisivo del 1998 diretto da Bradford May.

## Trama
Il biologo marino Ellway Jack e suo figlio Brandon si recano sull'isola polinesiana di Malau a studiare gli effetti che una recente attività sismica ha avuto sulla vita marina locale. Insieme con il medico locale Alyson Hart, verranno coinvolti nelle indagini su una serie di morti per annegamento. Esplorando l'oceano Jack scopre delle misteriose creature marine, e Brandon si affeziona a uno dei cuccioli di creatura, che è in grado di lasciare il mare e camminare sulla terra ferma. Quando le pericolose e gigantesche creature arrivano sull'isola, l'esercito inizia ad attuare azioni offensive, Jack dovrà rischiare tutto e per tutto per salvare le creature, l'isola e suo figlio.